# Rahumäe
Rahumäe är en stadsdel i distriktet Nõmme i Estlands huvudstad Tallinn.